# أندريا لا توري
أندريا لا توري (بالإيطالية: Andrea La Torre)‏ (14 يونيو 1997 بفيتيربو في إيطاليا - ) هو لاعب كرة سلة إيطالي في مركز هجوم صغير الجسم.

## وصلات خارجية
- أندريا لا توري على موقع الاتحاد الدولي لكرة السلة (الإنجليزية)
- أندريا لا توري على موقع كرة السلة الأوروبية.كوم (الإنجليزية)
- أندريا لا توري على موقع ريلجم (الإنجليزية)
- أندريا لا توري على موقع بروبوليرز (الإنجليزية)
- أندريا لا توري على موقع سبورتس رفرنس (الإنجليزية)